# تشوي مي-سن
تشوي مي-سن (مواليد 1 تموز 1996) لاعبة رماية قوس من كوريا الجنوبية. نافست في بطولة العالم لرماية القوس 2015 فردي سيدات وفي منافسات الفرق من نفس البطولة التي أقيمت في كوبنهاغن في الدنمارك 
تدرس تشوي مي-سن في جامعة غوانغجو للبنات
عام 2016، صنّفت تشوي الأولى على العالم في رماية القوس والنشاب. وفازت بالميدالة الذهبية في الألعاب الأولمبية الصيفية 2016 في ريو دي جانيرو في مسابقة القوس والنشاب فرق سيدات.

## روابط خارجية
- تشوي مي-سن على موقع الاتحاد الدولي للرماية بالسهام (الإنجليزية)
- تشوي مي-سن على موقع اللجنة الأولمبية الدولية (الإنجليزية)
- تشوي مي-سن على موقع أوليمبيديا (الإنجليزية)